# Gray Court
Gray Court és una població dels Estats Units a l'estat de Carolina del Sud. Segons el cens del 2000 tenia 1.021 habitants.

## Demografia
Segons el cens del 2000, Gray Court tenia 1.021 habitants, 371 habitatges i 270 famílies. La densitat de població era de 213,1 habitants/km².
Dels 371 habitatges en un 31,8% hi vivien nens de menys de 18 anys, en un 41,8% hi vivien parelles casades, en un 21,6% dones solteres, i en un 27,2% no eren unitats familiars. En el 24,3% dels habitatges hi vivien persones soles l'11,1% de les quals corresponia a persones de 65 anys o més que vivien soles. El nombre mitjà de persones vivint en cada habitatge era de 2,75 i el nombre mitjà de persones que vivien en cada família era de 3,15.
Per edats la població es repartia de la següent manera: un 26,9% tenia menys de 18 anys, un 10,3% entre 18 i 24, un 28,4% entre 25 i 44, un 22,2% de 45 a 60 i un 12,1% 65 anys o més.
L'edat mediana era de 34 anys. Per cada 100 dones de 18 o més anys hi havia 93,3 homes.
La renda mediana per habitatge era de 31.146 $ i la renda mediana per família de 34.545 $. Els homes tenien una renda mediana de 22.639 $ mentre que les dones 19.648 $. La renda per capita de la població era de 13.066 $. Entorn del 16,4% de les famílies i el 20,5% de la població estaven per davall del llindar de pobresa.

## Poblacions més properes
El següent diagrama mostra les poblacions més properes.